# Regne d'Abeokuta
El Regne d'Abeokuta fou antic regne històric de Nigèria (regne d'Abeokuta) i després regne tradicional (Egbaland) centrat en la ciutat d'Abeokuta, avui dia capital de l'estat d'Ogun a Nigèria, situada a la riba oriental del riu Ogun, a 77 km al nord de Lagos per ferrocarril i 130 km pel riu. La població de la ciutat el 2005 era de 593.140, havent passat el 2012 a 888.924 habitants (1.117.000 comptant l'àrea metropolitana) 

## Història
Els sodekes van poblar Abeokuta ("Sota la roca" o "Refugi entre roques") el 1825 com a lloc de protecció contra els caçadors d'esclaus que venien d'Ibadan i de Dahomey. Els refugiats eren de diversos pobles i van formar una confederació preservant cadascun la seva forma de vida tradicional, religió i costums dels seus poblets d'origen (1829); pertanyien a l'ètnia egba que havien format l'imperi Oyo que s'estava enfonsant; el 1832 Abeokuta lluitava a la província de Remo a Ijebu i el 1834 a Ibadan a la que va derrotar en la batalla d'Arakanga. El 1842 els egbes lluitaven a Otta i el 1844 al regne d'Ado. Després hi van arribar clans iorubes i missioners anglicans britànics (anys 1840) a més d'algun crioll de Sierra Leone. El 1849 apareix lluitant a Ibarapa que probablement va sotmetre.
Abeokuta va esdevenir de fet la capital dels egbes per la seva posició estratègica en el comerç de palma d'oli; això va provocar l'hostilitat de Dahomey, i el 1851 el rei Gezo va atacar la regió i va assaltar les murallees, però els egbes, amb l'ajut dels missioners i armats pels britànics, el van derrotar en l'anomenada batalla d'Abeokuta; després d'això quasi cada any els egbes van esperar un nou atac dahomeyà. El primer Alake a Abeokuta, Sagbua Okekenu, va ser coronat el 8 d'agost de 1854. El 1860 va lluitar de nou contra el regne d'Ijebu; el 1860-1862 contra el regne d'Ijaye; finalment en el marc de la guerra de Makun (1862-1864) hi va haver una nova incursió de Dahomey el març 1864, però fou igualment rebutjada.
En els anys 1860 van esclatar conflictes amb els europeus, sobretot amb els britànics de Lagos; després de l'entrada dels britànics a Lagos (desembre 1851), Abeoukuta va signar un tractat amb Gran Bretanya que suprimia el tràfic d'esclaus al seu territori (5 de febrer de 1852). Però més tard els egbes van tallar les rutes comercials i després van expulsar els missioners i comerciants el 1867. Entre 1877 i 1893 es van produir les guerres civils iorubes i Abeokuta es va oposar a Ibadan; per necessitat el rei (alake) dels egbes va fer una aliança amb el governador britànic Sir Gilbert Carter (1893) en el qual es reconeixia el govern unit egba de Abeokuta que quedava sota protectorat britànic dins de "Southern Nigeria". El 1914 el país egba (Egbaland) fou declarat part de la colònia de Nigèria i el rei reconegut com a cap tradicional dels egbes.
La recaptació de taxes i la política de govern indirecte del governador general britànic Lord Frederick Lugard, va provocar disturbis el 1918. Els anys 1940 l'agitació va ser a càrrec de l'Abeokuta Women's Union (AWU) en l'anomenada Revolta de les dones d'Abeokuta, també causada per les taxes colonials.
Després de la independència el 1960 fou part de la regió occidental. El 1976 la ciutat d'Abeokuta fou declarada capital del nou estat d'Ogun.

## Reis d'Abeokuta i després Egbaland

### Caps
- 1829 - 1845 Shodeke (cap)
- 1845 - 1846 Shomoye (regent)
- 1846 - 1854 Sagbua Okukenun (Regent)

### Reis (alake)
- 1854 - 1862 Okukenun (Sagbua Okukenun)
- 1862 - 1868 Shomoye (regent per segona vegada)
- 1869 - 1877 Ademola I
- 1879 - 1881 Oyeekan
- 1885 - 1889 Oluwajin
- 1891 - 1898 Oshokalu
- 1898 - 1920 Gbadebo I
- 1920 - 1962 Ladapo Samuel Ademola II (a l'exili 1948-1950)
- 1963 - 1971 Adesiinan Samuel Gbadebo II
- 1972 - 2005 Samuel Oyebade Mofolorunsho Lipede
- 2005 - Adedotun Aremu Gbadebo III